# Aeroporto de Tesouro
O Aeroporto de Umberto Bosaipo localizado no município de Tesouro, região leste de Mato Grosso, atendendo uma população de aproximadamente 3.500 hab. (IBGE/2005).

## Características
- Latitude: 15º 33' 21" S
- Longitude: 53º 4' 29" W
- Piso: B
- Sinalização: S
- Companhias aéreas:
- Distância do centro da cidade: 2,2 km
- Pista: 1190 metros
- Contato:
- Distância Aérea: Cuiabá 277 km; Brasília 602 km; São Paulo 1100 km; Porto Alegre 1568 km